# BB Весов
BB Весов (лат. BB Librae) — одиночная переменная звезда в созвездии Весов на расстоянии (вычисленном из значения параллакса) приблизительно 17892 световых лет (около 5485 парсеков) от Солнца. Видимая звёздная величина звезды — от +15m до +13,4m.

## Характеристики
BB Весов — пульсирующая переменная звезда типа RR Лиры (RRAB).